# Pavel Pergl
Pavel Pergl (14. listopadu 1977 Praha – 1. května 2018 Magdeburg) byl český fotbalový obránce, naposledy hrál v FC Chur 97.

## Klubová kariéra
Během své kariéry působil v klubech: FK Chmel Blšany, 1. FK Drnovice, Marila Příbram, Dynamo Dresden, AC Sparta Praha (2krát mistr ligy, 2krát vítěz poháru, 14 zápasů v Lize mistrů UEFA, osmifinále Ligy mistrů), Preston North End FC, AEK Larnaca, opět v Dynamu Dresden a v izraelských týmech Hapoel Beerševa a Hapoel Ramat Gan a švýcarském týmu AC Bellinzona. Od r. 2013 hrál švýcarskou ligu za lichtenštejnský klub FC Vaduz.
Pergl byl obviněn svým bývalým klubem AC Sparta Praha, že se během přípravného zápasu v dresu Bellinzony (v roce 2012) dopustil rasistické nadávky na adresu útočníka Sparty Léonarda Kweukeho. Pergl obvinění důrazně odmítl a uvedl, že hráči sice nadával, ale nesouviselo to s barvou pleti hráče soupeře. Zápas byl kvůli následné potyčce hráčů obou stran přerušen bez náhrady.